# Tracologie
Tracologia este știința care se ocupă cu studiul culturii și civilizației tracilor.